# Vũ Anh Khanh
Vũ Anh Khanh tên thật là Võ Văn Khánh  (1926-1956); là nhà thơ, nhà văn Việt Nam thời kháng Pháp.

## Tiểu sử sơ lược
Vũ Anh Khanh sinh tại , làng Khánh Thiện, Mũi Né (trước thuộc quận Hải Long, nay thuộc thành phố Phan Thiết), tỉnh Bình Thuận.
Không rõ thân thế, chỉ biết trước năm 1945, ông vào ở Sài Gòn và làm báo, viết văn. Sau ngày Toàn quốc kháng chiến (19 tháng 12 năm 1946), ông cùng hoạt động với Lý Văn Sâm, Dương Tử Giang, Thẩm Thệ Hà...trong nhóm văn học yêu nước ở Sài Gòn.
Năm 1950, bị nhà cầm quyền Quốc gia Việt Nam lùng bắt, ông và một bạn bè trốn thoát ra chiến khu. Năm 1954, ông tập kết ra miền Bắc, nhưng rồi đổi ý, tìm cách vượt biên vào Nam. Khi tìm cách vượt sông Bến Hải năm 1956. Nhân kỳ nghỉ phép, Vũ Anh Khanh đã sửa giấy phép thông hành từ Vĩnh Phúc thành Vĩnh Linh, Quảng Trị để lén vượt biên vào Nam. Khi ông đang bơi ra giữa dòng sông Bến Hải cách cầu Hiền Lương về phía thượng nguồn vài cây số, ông bị bộ đội biên phòng bờ bắc thuộc chính quyền Việt Nam Dân chủ Cộng hòa phát hiện, và bị bắn chết giữa dòng bằng cung tên tẩm thuốc độc.

## Tác phẩm
Vũ Anh Khanh là một cây bút chuyên viết truyện ngắn và tiểu thuyết. Tác phẩm của ông phần lớn được in trong năm 1949 tại Sài Gòn, với "số lượng phát hành chiếm kỷ lục trong số ấn phẩm thời đó", gồm:

### Truyện dài
- Cây ná trắc (Nhà xuất bản Tân Việt, Sài Gòn, 1947)
- Nửa bồ xương khô (2 tập, Nhà xuất bản Tân Việt Nam, Sài Gòn, 1949)
- Bạc xỉu lìn (Nhà xuất bản Tiếng chuông, Sài Gòn, 1949)

### Tập truyện ngắn
- Sông máu (Nhà xuất bản Tiếng chuông, Sài Gòn, 1949)
- Đầm Ô Rô (Nhà xuất bản Tiếng chuông, Sài Gòn, 1949)
- Bên kia sông (Nhà xuất bản Tân Việt Nam, Sài Gòn, 1949, 1949)
- Ngũ Tử Tư (Nhà xuất bản Tân Việt Nam, Sài Gòn, 1949)

Ngoài ra, ông còn sáng tác thơ, nổi bật có bài "Chiến sĩ hành", "Tha La xóm đạo"...
Nhìn chung, các tác phẩm trên đều là những "bức tranh bi thiết nhưng hào hùng của người dân Nam Bộ, trên những chặn đường lịch sử chống Pháp gay go" . Vì vậy, chúng có giá trị tiêu biểu cho dòng văn chương thời kỳ kháng Pháp ở Nam Bộ. Nhưng, dường như nhiều người chỉ nhớ đến Vũ Anh Khanh với bài thơ "Tha La xóm đạo".

## Bài thơ Tha La xóm đạo
Vũ Anh Khanh viết bài thơ Tha La xóm đạo vào năm 1950, sau ngày ông đến thăm Tha La. Đây là một xứ đạo Thiên Chúa đã có từ lâu đời, nay thuộc xã An Hòa, huyện Trảng Bàng, tỉnh Tây Ninh. Bài thơ là một câu chuyện kể về xóm đạo Tha La trong thời khói lửa chiến tranh. Lời thơ dung dị, gần gũi. Nhịp điệu của bài thơ nhẹ nhàng như lời tâm tình, đã lay động tâm hồn của biết bao người. "Tha La xóm đạo" đã được nhạc sĩ Dzũng Chinh, cũng là người Phan Thiết, phổ nhạc vào năm 1964. Sau đó một năm, nhạc sĩ Thanh Sơn phổ thành bài hát mang tên "Hận Tha La" ký bút danh Sơn Thảo, và cũng trong năm này nhạc sĩ Anh Tuyền phổ thành ca khúc mang tên "Vĩnh Biệt Tha La". Ngoài ra, soạn giả cải lương Viễn Châu cũng đã phỏng theo ý tưởng của Vũ Anh Khanh để viết ca khúc tân cổ giao duyên "Tha La xóm đạo".
Trích giới thiệu bài thơ Tha La xóm đạo:
| Đây Tha La xóm đạo, Có trái ngọt, cây lành. Tôi về thăm một dạo, Giữa mùa nắng vàng hanh, Ngậm ngùi, Tha La bảo: - Đây rừng xanh, rừng xanh, Bụi đùn quanh ngõ vắng, Khói đùn quanh nóc tranh, Gió đùn quanh mây trắng, Và lửa loạn xây thành... ...Khách bước nhẹ theo con đường đỏ quạch. Gặp cụ già đang ngắm gió bâng khuâng Đang đón mây xa...Khách bỗng ngại ngần: - Kính thưa cụ, vì sao Tha La vắng? Cụ ngạo nghễ cười rung rung râu trắng, Nhẹ bảo chàng: "Em chẳng biết gì ư? Bao năm qua khói loạn phủ mịt mù! Người nước Việt ra đi vì nước Việt Tha La vắng vì Tha La đã biết, Thương giống nòi, đau đất nước lầm than. | Trời xa xanh, mây trắng nghẹn ngàn hàng Ngày hiu quạnh. Ờ... ơ... hơ...Tiếng hát, Buồn như gió lượn, lạnh dài đôi khúc nhạc. Tiếng hát rằng: Tha La hận quốc thù, Tha La buồn tiếng kiếm. Não nùng chưa! Tha La nguyện hy sinh Ờ...ơ...hơ...Có một đám chiên lành Quỳ cạnh Chúa một chiều xưa lửa dậy Quỳ cạnh Chúa, đám chiên lành run rẩy: - Lạy đức Thánh Cha! Lạy đức Thánh Mẹ! Lạy đức Thánh Thần Chúng con xin về cõi tục để làm dân... |